# 実化
| ウィキペディアには「実化」という見出しの百科事典記事はありません（タイトルに「実化」を含むページの一覧/「実化」で始まるページの一覧）。 代わりにウィクショナリーのページ「実化」が役に立つかもしれません。 |